# Coupe du monde de combiné nordique 2010-2011
Navigation
2009–2010 2011–2012
| \| Kuusamo Lillehammer Ramsau am Dachstein Schonach Seefeld in Tirol Chaux-Neuve Lahti \| Les sites des compétitions |
| Kuusamo Lillehammer Ramsau am Dachstein Schonach Seefeld in Tirol Chaux-Neuve Lahti                                  |

La coupe du monde de combiné nordique 2010-2011 fut la 28e édition de la coupe du monde de combiné nordique, compétition de combiné nordique organisée annuellement. Elle se déroula du 26 novembre 2010 au 12 mars 2011, entrecoupée par les Championnats du monde d'Oslo entre le 26 février et le 4 mars 2011.

Cette coupe du monde a débuté dans la station de Kuusamo, a fait étape au cours de la saison en Allemagne (Schonach), en Autriche (Ramsau am Dachstein et Seefeld), en Finlande (Kuusamo et Lahti), en France (Chaux-Neuve), en Norvège (Lillehammer).
Cette édition fut remportée par Jason Lamy-Chappuis.

## Classement général

### Points attribués à chaque compétition
| Place | Points | Place | Points | Place | Points |
| ----- | ------ | ----- | ------ | ----- | ------ |
| 1er   | 100    | 11e   | 24     | 21e   | 10     |
| 2e    | 80     | 12e   | 22     | 22e   | 9      |
| 3e    | 60     | 13e   | 20     | 23e   | 8      |
| 4e    | 50     | 14e   | 18     | 24e   | 7      |
| 5e    | 45     | 15e   | 16     | 25e   | 6      |
| 6e    | 40     | 16e   | 15     | 26e   | 5      |
| 7e    | 36     | 17e   | 14     | 27e   | 4      |
| 8e    | 32     | 18e   | 13     | 28e   | 3      |
| 9e    | 29     | 19e   | 12     | 29e   | 2      |
| 10e   | 26     | 20e   | 11     | 30e   | 1      |

### Classements
| Rang | Athlète             | Points |
| ---- | ------------------- | ------ |
| 1.   | Jason Lamy-Chappuis | 894    |
| 2.   | Mikko Kokslien      | 656    |
| 3.   | Felix Gottwald      | 638    |
| 4.   | Eric Frenzel        | 554    |
| 5.   | Mario Stecher       | 481    |
| 6.   | Johannes Rydzek     | 442    |
| 7.   | Bjoern Kircheisen   | 435    |
| 8.   | Jan Schmid          | 394    |
| 9.   | Tino Edelmann       | 389    |
| 10.  | David Kreiner       | 346    |

| Rang | Athlète           | Points |
| ---- | ----------------- | ------ |
| 11.  | Akito Watabe      | 315    |
| 12.  | Magnus Moan       | 293    |
| 13.  | Lukas Runggaldier | 274    |
| 14.  | Håvard Klemetsen  | 256    |
| 15.  | Sébastien Lacroix | 245    |
| 16.  | Bernhard Gruber   | 231    |
| 17.  | Wilhelm Denifl    | 217    |
| 18.  | Janne Ryynaenen   | 212    |
| 19.  | François Braud    | 193    |
| 20.  | Christoph Bieler  | 128    |

| Rang | Athlète           | Points |
| ---- | ----------------- | ------ |
| 21.  | Seppi Hurschler   | 120    |
| 21.  | Alessandro Pittin | 120    |
| 23.  | Miroslav Dvorak   | 106    |
| 23.  | Espen Rian        | 106    |
| 25.  | Todd Lodwick      | 103    |
| 26.  | Maxime Laheurte   | 97     |
| 27.  | Ronny Heer        | 88     |
| 28.  | Tomas Slavik      | 86     |
| 29.  | Lukas Klapfer     | 84     |
| 30.  | Bryan Fletcher    | 75     |

## Calendrier
| 1 — 2. Kuusamo (26 novembre 2010 - 27 novembre 2010)                        |                           |                                                                       |                                                                             |                                                                                    |                             |
| Date                                                                        | Épreuve                   | Vainqueur                                                             | Deuxième                                                                    | Troisième                                                                          | Leader de la coupe du monde |
| 26 novembre 2010                                                            | Gundersen – HS142 / 10 km | Jason Lamy-Chappuis                                                   | Eric Frenzel                                                                | Mario Stecher                                                                      | Jason Lamy-Chappuis         |
| 27 novembre 2010                                                            | Gundersen – HS142 / 10 km | Felix Gottwald                                                        | Mikko Kokslien                                                              | Jason Lamy-Chappuis                                                                | Jason Lamy-Chappuis         |
| 3 — 4. Lillehammer (4 décembre 2010 - 5 décembre 2010)                      |                           |                                                                       |                                                                             |                                                                                    |                             |
| Date                                                                        | Épreuve                   | Vainqueur                                                             | Deuxième                                                                    | Troisième                                                                          | Leader de la coupe du monde |
| 4 décembre 2010                                                             | Gundersen – HS138 / 10 km | Mikko Kokslien                                                        | Jason Lamy-Chappuis                                                         | Felix Gottwald                                                                     | Jason Lamy-Chappuis         |
| 5 décembre 2010                                                             | Gundersen – HS138 / 10 km | Jason Lamy-Chappuis                                                   | Mikko Kokslien                                                              | Mario Stecher                                                                      | Jason Lamy-Chappuis         |
| 5 — 6. Ramsau am Dachstein (18 décembre 2010 - 19 décembre 2010)            |                           |                                                                       |                                                                             |                                                                                    |                             |
| Date                                                                        | Épreuve                   | Vainqueur                                                             | Deuxième                                                                    | Troisième                                                                          | Leader de la coupe du monde |
| 18 décembre 2010                                                            | Gundersen – HS98 / 10 km  | Mario Stecher                                                         | Björn Kircheisen                                                            | Johannes Rydzek                                                                    | Jason Lamy-Chappuis         |
| 19 décembre 2010                                                            | Gundersen – HS98 / 10 km  | Mario Stecher                                                         | Tino Edelmann                                                               | Eric Frenzel                                                                       | Jason Lamy-Chappuis         |
| 7 — 8. Schonach (Coupe de la Forêt-noire - 8 janvier 2011 - 9 janvier 2011) |                           |                                                                       |                                                                             |                                                                                    |                             |
| Date                                                                        | Épreuve                   | Vainqueur                                                             | Deuxième                                                                    | Troisième                                                                          | Leader de la coupe du monde |
| 8/01/2011                                                                   | Gundersen – HS106 / 10 km | Felix Gottwald                                                        | Mario Stecher                                                               | Bernhard Gruber                                                                    | Mario Stecher               |
| 9/01/2011                                                                   | Équipe – HS106 / 4 × 5 km | Épreuve annulée                                                       | Épreuve annulée                                                             | Épreuve annulée                                                                    | Épreuve annulée             |
| 9 — 11. Seefeld (15 janvier 2011 - 16 janvier 2011)                         |                           |                                                                       |                                                                             |                                                                                    |                             |
| Date                                                                        | Épreuve                   | Vainqueur                                                             | Deuxième                                                                    | Troisième                                                                          | Leader de la coupe du monde |
| 14 janvier 2011                                                             | Équipe – HS109 / 4 × 5 km | Norvège- Magnus Moan - Håvard Klemetsen - Jan Schmid - Mikko Kokslien | Autriche- Felix Gottwald - Wilhelm Denifl - David Kreiner - Bernhard Gruber | France- François Braud - Maxime Laheurte - Sébastien Lacroix - Jason Lamy-Chappuis | Jason Lamy-Chappuis         |
| 15 janvier 2011                                                             | Gundersen – HS109 / 10 km | Jason Lamy-Chappuis                                                   | Magnus Moan                                                                 | Mikko Kokslien                                                                     | Jason Lamy-Chappuis         |
| 16 janvier 2011                                                             | Gundersen – HS109 / 10 km | Magnus Moan                                                           | Jason Lamy-Chappuis                                                         | David Kreiner                                                                      | Jason Lamy-Chappuis         |
| 12 — 13. Chaux-Neuve (22 janvier 2011 - 23 janvier 2011)                    |                           |                                                                       |                                                                             |                                                                                    |                             |
| Date                                                                        | Épreuve                   | Vainqueur                                                             | Deuxième                                                                    | Troisième                                                                          | Leader de la coupe du monde |
| 22 janvier 2011                                                             | Gundersen – HS117 / 10 km | David Kreiner                                                         | Mikko Kokslien                                                              | Felix Gottwald                                                                     | Jason Lamy-Chappuis         |
| 23 janvier 2011                                                             | Gundersen – HS117 / 10 km | Jason Lamy-Chappuis                                                   | Felix Gottwald                                                              | Mikko Kokslien                                                                     | Jason Lamy-Chappuis         |
|                                                                             |                           |                                                                       |                                                                             |                                                                                    |                             |
| Oslo Championnats du monde de ski nordique 2011 (du 26 février au 4 mars)   |                           |                                                                       |                                                                             |                                                                                    |                             |
|                                                                             |                           |                                                                       |                                                                             |                                                                                    |                             |
| 14 — 15. Lahti (11 mars 2011 - 12 mars 2011)                                |                           |                                                                       |                                                                             |                                                                                    |                             |
| Date                                                                        | Épreuve                   | Vainqueur                                                             | Deuxième                                                                    | Troisième                                                                          | Leader de la coupe du monde |
| 11 mars 2011                                                                | Gundersen – HS130 / 10 km | Björn Kircheisen                                                      | Eric Frenzel                                                                | Jason Lamy-Chappuis                                                                | Jason Lamy-Chappuis         |
| 12 mars 2011                                                                | Gundersen – HS130 / 10 km | Johannes Rydzek                                                       | Eric Frenzel                                                                | Felix Gottwald                                                                     | Jason Lamy-Chappuis         |